# Margo Mulyo (Panggungrejo)
Margo Mulyo is een bestuurslaag in het regentschap Blitar van de provincie Oost-Java, Indonesië. Margo Mulyo telt 4884 inwoners (volkstelling 2010).